# Alfabeto fonetico americanista
L’Alfabeto fonetico americanista (APA) (o Notazione fonetica americanista) è un sistema di trascrizione fonetica, basato sull'alfabeto latino, utilizzato principalmente per la trascrizione delle lingue native americane.

## Storia
Il primo alfabeto concepito per le lingue amerindie è quello del linguista John Pickering, pubblicato nel 1820.
Molti altri  etnologi proposero alfabeti da loro messi a punto, come quello di Horatio Hale nel 1846 o quello di George Gibbs del 1863.
John Wesley Powell pubblicò nel 1880 le basi d'un alfabeto che verrà utilizzato in molte pubblicazioni dello Smithsonian Institution concernenti le lingue native americane; in particolare verrà utilizzato ed esteso da James Owen Dorsey.
Franz Boas presenta il suo alfabeto nel 1911, che verrà modificato ed adottato da un comitato (composto da Boas ed altri linguisti) dell'American Anthropological Association nel 1916. Altre modifiche verranno apportate da Herzog ed altri nel 1934.